# إمحمودن لوطا (بني عبد السلام)
إمحمودن لوطا هو دُوَّار يقع بجماعة وردانة، إقليم الدريوش، جهة الشرق في المملكة المغربية. ينتمي الدوّار لمشيخة بني عبد السلام التي تضم 8 دواوير. يقدر عدد سكانه بـ 1215 نسمة حسب الإحصاء الرسمي للسكان والسكنى لسنة 2004.

## روابط خارجية
- البوابة الوطنية للجماعات الترابية
- المندوبية السامية للتخطيط